# Championnat de La Réunion de football 1968
Le Championnat de La Réunion de football 1968 était la 19e édition de la compétition qui fut remportée par la SS Saint-Louisienne.

## Classement
| Rang | Équipe                      | Pts | J  | G  | N | P  | Bp | Bc | Diff |
| ---- | --------------------------- | --- | -- | -- | - | -- | -- | -- | ---- |
| 1    | SS Saint-Louisienne (T) (C) | 46  | 18 | 14 | 3 | 1  |    |    |      |
| 2    | SS Jeanne d'Arc             | 45  | 18 | 10 | 6 | 2  |    |    |      |
| 3    | SS Patriote                 | 42  | 18 | 10 | 3 | 5  |    |    |      |
| 4    | Stade Saint-Paulois (P)     | 41  | 18 | 10 | 2 | 6  | 36 | 26 | +10  |
| 5    | US Bénédictine              | 38  | 18 | 8  | 4 | 6  | 39 | 27 | +12  |
| 6    | JS Saint-Pierroise          | 34  | 18 | 5  | 6 | 7  | 28 | 35 | -7   |
| 7    | FC Ouest                    | 31  | 18 | 4  | 5 | 9  |    |    |      |
| 8    | SS Tamponnaise              | 29  | 18 | 3  | 5 | 10 |    |    |      |
| 9    | SS Dynamo                   | 28  | 18 | 3  | 4 | 11 |    |    |      |
| 10   | SS Excelsior (P)            | 26  | 18 | 2  | 4 | 12 |    |    |      |

|  | Relégation en 2e division |